# 特拉瓦科-锡科马里奥
特拉瓦科-锡科马里奥（義大利語：Travacò Siccomario）是意大利帕维亚省的一个市镇。总面积15平方公里，人口4101人，人口密度273.4人/平方公里（2009年）。国家统计（ISTAT）代码为018162。

## 友好城市
- 法國艾格河畔卡马雷